# Kazimierz Franciszek Rzewuski

Herb Krzywda

Franciszek Kazimierz Rzewuski o przydomku „Beydo“ (zm. 1683) – stolnik podolski, poseł na sejm.
Pochodził z rodziny Rzewuskich herbu Krzywda, od posiadłości Beydy zwanych także Beydo-Rzewuskimi. Syn Stanisława Rzewuskiego i Anny Czerniejowskiej (lub Czernihowskiej), brat Michała Floriana.
Prawdopodobnie od 1662 roku był podstarościm grodzkim kamienieckim, od 1670 roku stolnikiem podolskim. W 1672 roku brał udział w obronie Kamieńca Podolskiego. Poseł na sejm w latach 1658, 1659, 1661 i 1662.
Był deputatem do Trybunału Głównego Koronnego w Piotrkowie w 1682 roku.